# Atropoides nummifer occiduus
La mano de piedra guatemalteca (Atropoides nummifer occiduus) es una subespecie de serpiente venenosa que pertenece a la subfamilia de las víboras de foseta. Es nativo del sur de México, Guatemala y El Salvador.

## Descripción
Por lo general tiene una longitud de 35 a 60 cm. Los ejemplares más grandes incluyen un macho de 74,8 cm de longitud en Baja Verapaz, y una hembra de 79,5 cm del Volcán de Agua en Escuintla. Es una serpiente robusta, aunque no tan robusta como A. n. mexicanus.

## Distribución y hábitat
Su área de distribución incluye el sur de México (sureste de Chiapas), el sur y el centro de Guatemala y el oeste de El Salvador. La localidad tipo es "Saint-Augustín (Guatemala), versant occidentale de la Córdillère. 610 mètres d´altitude." ("San Agustín (Guatemala), la pendiente occidental de la Cordillera. 610 metros de altitud"). Sin embargo, San Augustín se encuentra en la vertiente sur del Volcán de Atitlán.
Su hábitat natural se compone de bosque húmedo subtropical en la vertiente del Pacífico, desde el sureste de Chiapas, México hasta el oeste de El Salvador. También habita en el bosque de pino-encino cerca de la Ciudad de Guatemala. Se puede encontrar en altitudes que varían entre 1,000-1,600 m.

## Taxonomía
Campbell y Lamar (2004) consideran que se trata de una especie, Atropoides occiduus, en vez de subespecie.